# 吴重熹旧宅
吴重熹旧宅是陈州知府、署理江西巡抚、河南巡抚、邮传侍郎吴重熹在天津的旧居，始建于1912年，该建筑坐落于当时的天津英租界博罗斯道（Bruce Road）（今和平区烟台道56-58号），目前为一般保护等级历史风貌建筑和天津市文物保护单位，现为居住用房。

## 建筑
吴重熹旧宅位于烟台道56-58号，为二层砖木结构楼房带地下室，建筑外立面为青砖清水墙面，局部外立面为为混水。屋顶为多坡瓦并设有老虎窗。吴重熹旧宅正面左右对称，两个主入口处设有条石高台阶并以柱子承托突出建筑局部三层，建筑的门窗为木质材料。